# 짐작보다 따뜻하게
"짐작보다 따뜻하게"는 2016년에 개봉한 대한민국의 영화이다.

## 캐스팅
- 이선 : 정은경 역
- 임학순 : 양상문 역
- 김유빈 : 양훈 역
- 우성은 : 류혜영 역
- 박명신 : 안소연 역
- 양정원 : 양정원 역
- 백수장 : 백피디 역
- 어성욱 : 성민철 역
- 전수환 : 박정우 역
- 홍영택 : 제주남고생 역
- 장은정 : 제주여고생 역
- 부하랑 : 제주사내아이 역
- 박종환 : 라디오DJ 역
- 천제영 : 이비인후과의사 역
- 박정희 : 취객 역
- 이훈 : 구둣가게점원 역
- 이인수 : 애월병원의사 역
- 안호진 : 애니더빙엔지니어 역
- 조상원 : 광고녹음실감독 역
- 오홍석 : 광고녹음실엔지니어 역
- 임오정 : 라디오방송국작가 역
- 임종화 : 라디오방송국엔지니어 역
- 조유빈, 이용범 : 사고차운전자 역
- 부은주, 전순정, 김은미, 최용운, 정주현, 임철구 : 서울카페손님 역
- 김혁래, 이영일, 엄기성 : 자전거남고생들 역
- 홍승인 : 자동차매매상담손님 역
- 우종훈 : 라이브카페주인 역
- 변문자, 강성숙, 이태훈 : 라이브카페손님 역
- 박혜선, 이유리, 이영일, 김혁래, 조유빈, 주정애, 홍영택 : 공항행인 역
- 유해무, 백승철, 전지원, 강규리, 권도일 : 동료성우 역 (특별출연)